# Helena Ekholm
Hanna Helena Ekholm nata Jonsson (Sollefteå, 6 settembre 1984) è un'ex biatleta svedese.
È moglie di David, a sua volta biatleta di alto livello.

## Biografia
Originaria di Helgum, in Coppa del Mondo esordì il 29 novembre 2005 nella staffetta di Östersund (15ª) e conquistò la prima vittoria, nonché primo podio, il 18 marzo 2007 nella partenza in linea di Chanty-Mansijsk.
Migliorando progressivamente le sue prestazione arrivò, nella stagione 2008-2009 a vincere la Coppa del Mondo generale, davanti alla tedesca Kati Wilhelm, oltre alle Coppe di specialità nella sprint e nella partenza in linea. Nella stessa stagione vinse quattro gare e conquistò altri sei podi (tre secondi e tre terzi posti).
In carriera prese parte a un'edizione dei Giochi olimpici invernali, Vancouver 2010 (49ª nell'individuale, 12ª nella sprint, 14ª nell'inseguimento, 10ª nella partenza in linea, 5ª nella staffetta), e a sette dei Campionati mondiali, vincendo otto medaglie.
Si ritirò al termine della stagione 2011-2012.

## Palmarès

### Mondiali
- 8 medaglie:
  - 3 ori (staffetta mista ad Anterselva 2007; inseguimento[3] a Pyeongchang 2009; individuale[3] a Chanty-Mansijsk 2011)
  - 1 argento (staffetta mista[3] a Pyeongchang 2009)
  - 4 bronzi (partenza in linea[3] a Pyeongchang 2009; staffetta mista[3] a Chanty-Mansijsk 2010; inseguimento[3] a Chanty-Mansijsk 2011; individuale[3] a Ruhpolding 2012)

### Coppa del Mondo
- Vincitrice della Coppa del Mondo nel 2009
- Vincitrice della Coppa del Mondo di individuale nel 2011 e nel 2012
- Vincitrice della Coppa del Mondo di sprint nel 2009
- Vincitrice della Coppa del Mondo di partenza in linea nel 2009
- 35 podi (28 individuali, 7 a squadre), oltre a quelli conquistati in sede iridata e validi anche ai fini della Coppa del Mondo:
  - 14 vittorie (11 individuali, 3 a squadre)
  - 12 secondi posti (10 individuali, 2 a squadre)
  - 9 terzi posti (7 individuali, 2 a squadre)

#### Coppa del Mondo - vittorie
| Data             | Località           | Nazione     | Specialità                                                           |
| ---------------- | ------------------ | ----------- | -------------------------------------------------------------------- |
| 18 marzo 2007    | Chanty-Mansijsk    | Russia      | MS                                                                   |
| 4 dicembre 2008  | Östersund          | Svezia      | IN                                                                   |
| 25 gennaio 2009  | Anterselva         | Italia      | MS                                                                   |
| 13 marzo 2009    | Vancouver Whistler | Canada      | SP                                                                   |
| 2 dicembre 2009  | Östersund          | Svezia      | IN                                                                   |
| 12 dicembre 2009 | Hochfilzen         | Austria     | PU                                                                   |
| 17 dicembre 2009 | Pokljuka           | Slovenia    | IN                                                                   |
| 15 gennaio 2010  | Ruhpolding         | Germania    | RL (con Elisabeth Högberg, Anna Carin Olofsson e Anna Maria Nilsson) |
| 16 gennaio 2010  | Ruhpolding         | Germania    | MS                                                                   |
| 12 dicembre 2010 | Hochfilzen         | Austria     | PU                                                                   |
| 19 dicembre 2010 | Pokljuka           | Slovenia    | MX (con Anna Carin Olofsson, Fredrik Lindström e Carl Johan Bergman) |
| 6 gennaio 2011   | Oberhof            | Germania    | RL (con Jenny Jonsson, Anna Carin Olofsson e Anna Maria Nilsson)     |
| 9 gennaio 2011   | Oberhof            | Germania    | MS                                                                   |
| 4 febbraio 2011  | Presque Isle       | Stati Uniti | SP                                                                   |

Legenda:

IN = individuale

SP = sprint

PU = inseguimento

MS = partenza in linea

RL = staffetta

MX = staffetta mista